# 皇甫选
皇甫選（?—?），北宋廬江人。
曾擔任大理寺丞。至道元年（995年），朝廷有大臣提議修築白渠，度支判官梁鼎等人上書，“請遣使先詣三白渠行視，復修舊跡。”朝廷下令皇甫選與光录寺丞何亮前往視察，“按视经度”，但無結果。至道二年，陈靖奏进“给授田土之制”，建议“募民耕田，官给耕具粮种”，宋太宗任命陈靖为劝农使，皇甫选、何亮为劝农副使，巡视陈、许、蔡、颖、襄、邓、唐、汝各州，劝勉农民垦田。皇甫选認為此事难以成功，三司使陈恕也认为不可行，遂不了了之。真宗時，官至兩浙提點刑獄，任内縣邑有懸案未決，皇甫选都請韩亿断决。大中祥符三年（1010年）正月乙未，皇甫选将所管辖地区的囚犯都囚禁於别处，然后妄奏牢狱已空無一人，此事被杭州知州王济告发。被罚金三十斤，徙江南路。宋真宗曾和群臣討論皇甫选好谈论民政，王旦則認為皇甫選“好師慕古人，而臨事迂闊，無益於用。”